# アースドーン
『アースドーン』 (Earthdawn) は、アメリカ合衆国のゲーム出版会社FASAによって1993年に発売されたファンタジーTRPG。日本語版はメディアワークスにより1997年に販売されている。翻訳はグループSNEの柘植めぐみを中心に行われた。アメリカ合衆国では1999年にLiving Room Gamesからルール第二版が発売されたが、こちらは日本語に翻訳されていない。

## 概要
剣と魔法の西洋風ファンタジー世界を舞台にしたTRPG。従来のファンタジーRPGとは少し毛色が異なる部分として、ポスト・ホロコーストSF風味の「古代文明崩壊後の荒廃した世界」を舞台にしているというところがある。世界設定が非常に緻密に設定されており、それも大きな魅力として支持された。
ゲームシステム面では、プレイヤーキャラクター全員が、キャラクタークラスに応じた「タレント」と呼ばれる特殊能力を使えるのが特徴となっている。これはいわば、全てのキャラクタークラスが「魔法」を使えるようなものと考えれば良い。これにより、従来のクラス制のRPGによく見られた「魔法使いは、火球を放ったり、空を飛んだり、姿を消したりと、様々な魅力的な行動ができるのに、戦士はただ剣を振るうだけしかできなくてつまらない」という不公平さの問題を解決している。戦士や盗賊といったクラスにも特殊能力を持たせることは近年のRPGでは当然の手法になっているが、アースドーン発売当時は画期的なものであった。

## システム

### キャラクター作成
プレイヤーキャラクターは、「種族」とキャラクタークラスに相当する「ディシプリン」をそれぞれ一つ選択することで作成される。#種族と#ディシプリンの節を参照。

### 行為判定
行為判定は上方判定を用いる。行為判定には四面体、六面体、八面体、十二面体、二十面体の5種類のダイス（サイコロ）が全て使用される。特徴的なのは、キャラクターの持つ能力と行動の種類によって、どのダイスを何個用いるのかが変わることである。全く同じ判定であっても、六面体ダイス2個で判定するキャラクターもいれば、二十面体ダイス1個で判定するキャラクターもいるわけである。行為判定においてダイスの最大値の出目（六面体ダイスなら6の目）が出た場合、そのダイスをもう一度振り、出目をさらに足すことができる（例えば六面体ダイスで6の目がでたため、もう一度同じダイスを振って4の目が出た場合、6の出目に4の出目を足して「10の目が出た」と扱うことができる）

### 特殊能力
アースドーンの全てのプレイヤーキャラクターは、その世界の一般的な住人よりも魔法的な素質が高いとされる。彼らはそれゆえ「アデプト（達人）」と呼ばれる。アデプトたちはその魔力によってタレントと呼ばれる特殊能力が使える。タレントはディシプリンごとにリスト化されており、例えば盗賊ならば「離れたところかた鍵を開けるタレント」などが習得できる。タレントはキャラクターが成長するたびに新たなものを習得することができる。
また、全てのキャラクターは「カルマ」と呼ばれるヒーローポイントを使用できる。これを使用することで一時的にダイスを振り足すことができる。また、一部のタレントはカルマを消費しないと使用できないものもある

### 魔術
上記のタレントとは別に、アースドーン世界には体系化された魔法技術が存在する。それらの魔術を使いこなすものは「魔術師」と呼ばれる。アースドーン世界では幻影魔術師・元素魔術師・異界魔術師・理論魔術師の4つの系統があり、各々に特徴のある呪文が揃っている。呪文の使用は行為判定の一種として扱われ、必ず発動するとは限らない。また、呪文の使用にあたって「スレッド」と呼ばれる一種の魔力を編みこむ作業が必要であり、通常の行為判定よりも複雑な手順を要する。また、他の多くのファンタジーRPGとは異なる部分に、呪文の使用にコストがいらないということがある。マジックポイントのようなもの消費することなく、同じ呪文を何度でも使用することができる。

## 世界設定
アースドーンは、歴史にも残っていない、はるか古代の地球を舞台とする。古代の地球はかつてはセラ帝国と呼ばれる国の統治により様々な種族が暮らしていたのだが、ある日、「ホラー（恐怖）」と呼ばれる未知のバケモノの襲来で壮麗な文明は崩壊してしまった。人間やその他の種族たちはこの危機に対して、地下に都市を作ってそこへ避難することで乗り切った。それから400年。地上世界の魔力のポテンシャルが落ち着いたのを確認した地下の住人たちは、地上世界を取り戻すために地上へと戻っていった。（ホラーは高い魔力の中で強力に存在するため、魔力ポテンシャルが下がっていることはホラーの勢力が衰えたことを示す）。たが、そこで待っていたのはホラーの襲撃により荒廃した大地と、いまだ残る一部のホラー残党たちの脅威であった。しかし、それでも地上世界は広大なフロンティアである。様々な国家・組織は地上世界の覇権を巡って争い出すことになる。
ゲームはこの世界における「バーセイヴ」と呼ばれる地域を冒険の基本とする。バーセイヴはドワーフの勢力が強い地域でドワーフの国家であるスロール王国を中心として、ゆるやかな都市国家連合が形成されている。バーセイヴにおける目下の問題はホラーの対処と、地上世界の覇権を取り戻そうとするセラ帝国の侵攻である。
プレイヤーキャラクターたちアデプトはこの世界では英雄候補生として期待される存在である。アデプトたちは、地上に残るホラーの残党との戦い、いまだ地上に戻ってきていない未知なる地下都市の探索、荒廃した地上世界の調査、セラ帝国との闘争など、様々な冒険を行うこととなる。

## 種族
アースドーン日本語版の基本ルールブックで選択できる種族である。
- ドワーフ - 頑強な小人族。戦士向き。地下でも元気に生きていける。バーセイヴの1/3を占める最多種族。
- エルフ - 長命で魅力的な美形種族。自然を好み、地下を好まない。
- ヒューマン - 人間族。適応力が高く、どんな環境・文化も柔軟に受け入れる。
- オブシディマン - 岩の体をもつ巨人。
- オーク - 寿命40歳と短命で鬼のような外見の種族。遊牧民として生活をしており傭兵としても知られる。
- トロール - 水牛のような角を生やした巨人。洞窟など自然の場所を好む。
- トゥスラング - トカゲのような外見をした種族。水辺または水中で暮らす。性格は陽気で饒舌。
- ウィンドリング - 妖精のような種族。平均身長はわずか45cm。必ず昆虫のような羽根を持つ。好奇心のかたまりのような性格で悪戯好き。

## ディシプリン
アースドーン日本語版の基本ルールブックで選択できるディシプリンである。
- 剣匠 - 武器の扱いを専門とする戦士。剣技に秀でる。
- 武人 - 小手先の武器の技だけに頼らず、自分の身体能力を駆使して戦う戦士。
- 空賊 - 飛空船を駆り、略奪を繰り返す空の盗賊たち
- 騎兵 - 騎獣を乗りこなす騎兵。突撃による攻撃が得意
- 獣使い - 自然界の様々な動物を味方とするものたち
- 射手 - 弓の使い手
- 盗賊 - 盗みと偵察が得意な者たち。不意打ちなどで戦闘でも活躍する
- 吟遊詩人 - 歌唱と物語に長けたものたち。交渉や鑑定の技術も高い
- 刀鍛冶 - 武器の力を最大限に引き出すことができるものたち。
- 元素魔術師 - 「地」「水」「火」「風」「木」の五つの元素を操る魔術師
- 幻影魔術師 - 幻を現実に侵食させることができる魔術師
- 異界魔術師 - ホラーや霊など、異界に属する力を使う魔術師
- 理論魔術師 - 魔法を理論的に解釈して使いこなす魔術師

## 関連製品
日本で出版されたもののみ記述。発売元はすべてメディアワークス。英語版の書誌情報はen:List of Earthdawn booksを参照。
基本ルールブック
- 『アースドーン・ルールブック』1997年9月 ISBN 4073069055

キャンペーンシナリオ集
- 『アースドーン・アドベンチャー ミスト・オブ・ビトレイヤル』 1998年5月 ISBN 4073080113
- 『アースドーン・アドベンチャー2 シャタード・パターン』 1998年8月 ISBN 4073098497

ワールドガイド
- 『バーセイヴ アースドーンワールドガイド』 1999年8月 ISBN 4840212902

小説
- 『アースドーン・ノベル 黎明の勇者たち＜上＞＜下＞』（柘植めぐみ著、日本オリジナル作品、電撃文庫） 1997年6月及び11月 ISBN 9784073064206 ISBN 9784073074311
- 『アースドーン・ノベル タリスマン』（翻訳オムニバス作品) 1998年8月 ISBN 4073098322